# Bellardia sastylata
Bellardia sastylata är en tvåvingeart som beskrevs av Qian och Fan 1981. Bellardia sastylata ingår i släktet Bellardia och familjen spyflugor. Inga underarter finns listade i Catalogue of Life.